# دیوید بینبریج (دانشمند)
دیوید رابرت جیمز باینبریج (متولد ۳۰ اکتبر ۱۹۶۸) نویسنده علمی، زیست‌شناس باروری و آناتومیست دامپزشکی در دانشگاه کمبریج است.
کارهای تحقیقاتی او شمال جنبه‌های مختلفی از بارداری از جمله شناخت مادرانه بارداری، لقاح مصنوعی و ایمنی‌شناسی حاملگی در حیوانات و انسان‌ها. وی همچنین کتابهای مختلفی در مورد کروموزوم ایکس، تکامل مغز و نوجوانان منتشر کرده‌است.

## دانش
اولین کتاب بینبریج، بازدیدی به درون: علم بارداری (به انگلیسی: A Visitor Within: The Science of Pregnancy) (چاپ شده در آمریکا با عنوان ساختن نوزادان) اولین بار در سال ۲۰۰۰ منتشر شد.
کتابهای دیگری از جمله The X in Sex: How the X Chromosome Controls Our Lives در سال ۲۰۰۳، که برنده جایزه انجمن نویسندگان پزشکی آمریکا شد و کتاب یک سفر خارق‌العاده در مغز شما (به انگلیسی: A Fantastic Journey Through Your Brain) در ۲۰۰۸. در این کتاب‌ها، بینبرید علایقش را به مبانی فرگشتی زیست‌شناسی و رفتاری انسان گسترش داد، روندی که در سال ۲۰۰۹ نیز با انتشار نوجوانان: یک تاریخچه طبیعی (به انگلیسی: Teenagers: A Natural History) ادامه داد و نگاهی «جانورشناسانه» به اختلالات نوجوانی انسان کرد و در آن استدلال می‌کند نوجوانان اوج وجود انسان هستند. Curvology: the Origins and Power of Female Body Shape در سال ۲۰۱۵ منتشر شد.